# 天野之彌
天野之彌（日语：／ Amano Yukiya，1947年5月9日—2019年7月18日），日本外交家。出身於神奈川縣足柄下郡湯河原町。歷任外務省總合外交政策局裁軍不擴散・科學部部長、國際原子能機構日本政府代表部大使等職。2009年7月當選為新一任國際原子能機構總幹事，於同年12月正式上任，2019年7月在任內去世。

## 生平
天野1972年3月畢業於東京大學法學部，同年4月即進入外務省工作，專門處理裁軍和核不擴散事務1973年至1975年先後到法國弗朗什-孔泰大学和尼斯大學進修。。1993年成為國際連合局科學課長（國際連合即聯合國），1994年成為裁軍會議日本政府代表部參事官。
在駐外工作期間，天野曾被派往老撾萬象、美國華盛頓特區、比利時布魯塞爾的日本使館工作。1997年，成為日本駐馬賽領事館總領事。1998年，成為官房審議官（軍備管理、科學擔當）。
2002年，他被任命為綜合外交政策局軍備管理・科學審議官；2004年又成為綜合外交政策局裁軍不擴散・科學部部長。期間他參與推進《核不擴散條約》、《全面禁止核試驗條約》、《禁止生物武器公約》、《特定常規武器公約》、《反對彈道導彈擴散國際行為守則》等一系列國際和平條約、協議的深化和完善。2005年，天野成為國際原子能機構日本政府代表部大使。
2008年9月，日本首相麻生太郎在紐約市的聯合國大會上宣布日本政府將推薦天野之彌競選下任國際原子能機構總幹事。由於穆罕默德·埃爾巴拉迪宣布在2009年任期屆滿後不再尋求連任，因而國際原子能機構總幹事的職位競選十分激烈。天野的主要對手是南非外交家阿卜杜拉·明蒂（Abdul Samad Mintyrival）。天野的「日本作為唯一的被爆國，原子能應該用於和平用途」、「決心（推進）核不擴散」等原則獲得了許多歐美發達國家的認同；而明蒂則強調「南非是唯一一個放棄擁有核武器的國家」、「發展中國家有利用原子能的必要性」獲得了發展中國家的普遍支持。
2009年3月國際原子能機構的特別理事會會議上，兩人經過6輪的投票，都未能獲得法定的三分之二多數的優勢通過，於是不得不重新選舉。而與此同時，又有多名人士表示有意加入競爭，不過後來他們都陸續退出競選，最後還是由天野和明蒂兩人爭奪總幹事職位。在7月2日舉行的第二次選舉中，天野最終以23票對11票擊敗對手，當選新一任總幹事。經過確認後，他於2009年11月正式上任。
天野之彌連任三屆總幹事，後因健康原因，天野之弥计划在2020年初提前离任，但因病情惡化在任內去世。

## 荣誉

### 日本勋章奖章
- 瑞宝大绶章（2019年8月15日决定）

### 外国勋章奖章
- 功绩大十字勋章（葡萄牙語：Ordem do Mérito）（葡萄牙，2018年4月27日公布[11]）

## 外部連結
- （日語）天野之彌簡歷（页面存档备份，存于） 外務省

| 前任： 穆罕默德·埃爾巴拉迪 | 國際原子能機構總幹事 2009年—2019年 | 繼任： Cornel Feruta（代理） 拉斐尔·马里亚诺·格罗西 |